# Cultura do Mezcala
Cultura do Mezcala (ou cultura mezcala) é uma cultura mesoamericana que se desenvolveu no actual estado de Guerrero, no sul do México. A cultura Mezcala desenvolveu-se na depressão do rio Balsas entre os períodos pré-clássico e clássico, ao longo dos doze séculos compreendidos entre 200 a.C. e 1000.
Na altura do seu apogeu, a cultura Mezcala ocupou uma extensão de cerca de 25 mil km². A sua existência é conhecida há pelo menos várias décadas. Quando os arqueólogos investigavam a região de Guerrero descobriram importantes jazidas de figuras talhadas em jade e outras pedras semi-preciosas. Estas figuras caracterizam-se por um esquematismo exacerbado, segundo o qual as formas orgânicas são representads por apenas umas poucas linhas sobre a superfície perfeitamente polida da rocha.
As figuras costumavam fazer parte de oferendas de consagração de sítios sagrados e monumentos arquitectónicos, que partilhavam elementos comuns ao resto da Mesoamérica, ainda que apresentassem certos rasgos distintos, como o uso do arco falso ou maia. O sítio mais antigo da cultura Mezcala actualmente conhecido é La Organera-Xochipala, na margem do rio Mezcala, o qual dá o seu nome a este complexo cultural. A estatuária Mezcala foi muito difundida em toda a área mesoamericana em virtude da sua relação com os principais centros de poder da região, como Teotihuacan, e inclusivamente foram encontrados objectos desta cultura no Templo Mayor de Tenochtitlan, construído muito posteriormente ao desaparecimento da cultura Mezcala.